# Norman Dennis Newell
Pour les articles homonymes, voir Newell.
Norman Dennis Newell (27 janvier 1909 – 18 avril 2005) est un professeur de géologie à l'université Columbia, et conservateur du département de paléontologie des invertébrés du muséum américain d'histoire naturelle de New York.

## Biographie
Newell est né à Chicago, dans l'Illinois, fils de Virgile Bingham et Nellie Newell. Peu de temps après sa naissance, sa famille déménage dans le Kansas. Le père de Newell encourage son intérêt précoce pour la géologie à partir d'un très jeune âge, en l’emmenant fréquemment sur des sites fossilifères dans le Kansas et le Colorado. En 1929, à l'âge de 20 ans, Newell est diplômé de l'Université du Kansas, et il obtient sa maîtrise en 1931. Il obtient son doctorat en géologie à l'université Yale en 1933, où il était encadré par Charles Schuchert et Carl Dunbar.
Newell est marié deux fois. Son premier mariage avec Valerie Zirkle fut célébré le 25 février 1928. Valerie Zirkle décède en 1972. Son second mariage avec Gillian W. Wormall est célébré le 28 avril 1973. Wormall est une collègue de Newell au muséum américain d'histoire naturelle à New York.
Il est aussi un joueur de saxophone talentueux, et joue dans des orchestres de jazz pour financer ses études à l'université. Il a brièvement envisagé une carrière de musicien.
Newell est décédé à son domicile de Leonia, dans le New Jersey, le 18 avril 2005, à l'âge de 96 ans.